# Dalmau
Dalmau è una suddivisione dell'India, classificata come nagar panchayat, di 8.968 abitanti, situata nel distretto di Raebareli, nello stato federato dell'Uttar Pradesh. In base al numero di abitanti la città rientra nella classe V (da 5.000 a 9.999 persone).

## Geografia fisica
La città è situata a 26° 4' 0 N e 81° 1' 60 E e ha un'altitudine di 114 m s.l.m..

## Società

### Evoluzione demografica
Al censimento del 2001 la popolazione di Dalmau assommava a 8.968 persone, delle quali 4.680 maschi e 4.288 femmine. I bambini di età inferiore o uguale ai sei anni assommavano a 1.271, dei quali 664 maschi e 607 femmine. Infine, coloro che erano in grado di saper almeno leggere e scrivere erano 5.660, dei quali 3.389 maschi e 2.271 femmine.